# It's Great to Be Alive
Este minunat să fii în viață (titlu original: It's Great to Be Alive) este un film SF muzical de comedie american din 1933, regizat de Alfred L. Werker. În rolurile principale joacă actorii Raul Roulien, Gloria Stuart, Edna May Oliver. Este o refacere a filmului The Last Man on Earth (1924), iar mai târziu a influențat romanul Mr. Adam (1946) de Pat Frank.

## Distribuție
- Raul Roulien ca  Carlos Martin
- Edna May Oliver ca  Dr. Prodwell
- Gloria Stuart ca  Dorothy Wilton
- Herbert Mundin ca  Brooks
- Edward Van Sloan ca  Dr. Wilton
- Robert Greig ca  Perkins
- Joan Marsh ca  Toots
- Dorothy Burgess ca  Al Moran
- Emma Dunn ca  Dna. Wilton